# 最上みゆう
最上 みゆう（もがみ みゆう、12月19日 - ）は、日本の声優、舞台女優である。かつてはガジェットリンク（準所属）、スーパーシャークエンターテイメント、クレール（預かり）に所属していた。旧芸名は鈴木 美優（すずき みゆう）。

## 人物
- 東京ダンス&アクターズ専門学校在学中、声優38人によるメディアミックス企画『AGC38』のメンバーに選ばれる。No.28の外池美穂役を担当。
- 特技はひよこ口、ブラインドタッチ[1]。
- 愛称は「もがみん」「もがちゃん」「もが」など。
- 弟が1人いる。家族仲が大変よく、ブラコンを公言している。
- 2019年、2月27日から3月3日の舞台『digital kumpel』への出演を最後に舞台活動を無期限休止することを発表。また、同年2月2日にはスーパーシャークエンターテイメントを退所し、フリーで活動を続けることを発表した。退所に伴い、最上がチョクメ!で行っていたメール配信サービスとSHOWROOMで行っていた動画生配信サービスも終了した。
- 2019年7月2日、SHOWROOMでの動画生配信を再開。
- 2019年9月24日、舞台『in the boX』にて舞台活動を再開、以降精力的に声優、女優として活動中。
- 2023年2月1日、声優事務所クレールの預かり所属声優に所属することを発表した[2]。2024年1月31日をもって退所[3]。

## 出演

### テレビアニメ
2016年
- 鬼斬（ガゴ美）

### ゲーム
2011年
- すきっぷ通りのコロピックル（軽久華里恵）
- なかたま（天道院しのぶ）

2012年
- コズミックブレイク（皇月カグラ、ブラックXmasシエス）

2013年
- 鬼斬（プレイヤーボイス）

2015年
- Dash!!スシニンジャ（ベニコちゃん 他）

2016年
- 鬼斬（坂田金時可憐、パル・ガーゴイル（ガゴ美））

2017年
- 最終戦艦withラブリーガールズ（シルバーサイズ）
- ファンタジースクワッド（イライア）

2018年
- 暁のブレイカーズ（チルダ）
- 23/7 トゥエンティ スリー セブン（スルーズ）

### ドラマCD
- たません！〜目玉焼きには何をかけるか戦争〜（2017年、八崎）
- 異世界女子高の非日常な日常（2019年、パステル・サリンジャー）
- 歌謡星間大戦ヴァルディーン（2019年）

#### オーディオブック
- たませんっ！〜目玉焼き戦争〜（2011年、八崎）

### 吹き替え

#### テレビアニメ
- ネクトン一家の深海探検（2017年、チャーリー）

### ラジオ
※はインターネット配信。
- そこ☆あに（2013年3月 - 10月、HOTCAST WAVE※）

### テレビドラマ
- 妖ばなし 第6話・第13話（2017年5月6日・6月24日、TOKYO MX2） - つらら娘 役

### インターネットテレビ
- 万有引力の放課後（2015年9月14日、ニコニコ生放送/FRESH! ON AIR TV） - メインMC
- 死語女ちゃんイエーイ!!（2020年1月下旬 - 、YouTube 明瀬企画 AKASE planning 公式チャンネル）[4]

### MV
- いろは「燃える赤の減量戦士〜真夏の激闘〜」（2018年、スーパーシャークエンターテイメント） - 店員 役

### 舞台
2016年
- クォンタムドールズ（1月6日 - 11日、新宿村LIVE） - フォーティ 役（光組）
- サイコメ;ステージ（3月2日 - 6日、新宿村LIVE） - 安藤千尋 役
- ホス探へようこそ ザ・ファースト（6月22日 - 26日、横浜O-SITE） - ゆかり 役
- うみがめくれる -inversion-（8月3日 - 7日、SPACE雑遊） - 貝森ちづる/飛魚 役
- 鬼斬 -the Powerful Performance-（11月23日 - 27日、シアターサンモール） - あまてらす 役
- プリンセス・アジェンダ（12月21日 - 25日、シアターKASSAI） - 早乙女サオリ 役

2017年
- DANCE DANCE DANCE! 踊りが丘学園〜これが私の舞活動〜（2月9日 - 19日、シアターKASSAI） - 葉子 役
- リトルマン・メイト（5月17日 - 21日、新宿村LIVE） - モガミン 役
- 追放選挙（8月23日 - 27日、新宿村LIVE） - 美犂真澄 役
- 廃街の紙天使たちへ（9月2日 - 10日、TACCS1179） - モニカ・タウルス 役
- 舞台版 あいたま（10月6日 - 9日、新宿シアター・ミラクル） - 羽生ひよこ 役
  - 舞台版 あいたま in 松本（12月8日 - 10日、松本ピカデリーホール） - 羽生ひよこ 役
  - 舞台版 あいたま in 大阪（2018年3月16日 - 18日、シアター朝日） - 羽生ひよこ 役

- 鬼斬 ZERO（11月22日 - 26日、シアターサンモール） - サンヅィ 役

2018年
- 戯曲法廷（1月6日 - 1月8日、ひの煉瓦ホール） - 二階堂柊 役
- 空蝉（2月21日 - 25日、高田馬場ラビネスト） ‐ 青葉薫 役
- 舞台版 華枕〜願い巡りて〜（4月11日 - 15日、ラゾーナ川崎プラザソル） ‐ カルミア 役
- stop the boX（4月29日 - 5月6日、池袋GEKIBA） ‐ 月チーム・翼/翔 役（主演）
- QuartZ -クォーツ-（7月12日 - 16日、TACCS1179） ‐ キョウヤ 役
- アリスインデッドリースクール楽園（8月8日 - 19日、シアターKASSAI） ‐ 村崎静香 役
- 舞台『NORN9 ノルン+ノネット』（10月17日 - 21日、草月ホール） ‐ 鈴原空汰、こはる（幼少期） 役
- ヤキソバチルドレン（12月28日 - 30日、新宿村LIVE）

2019年
- digital kumpel（2月27日 - 3月3日、日暮里d-倉庫） - ホフヌング 役
- in the boX -Who are you...?-（9月24日 - 10月6日、池袋GEKIBA） - イチカ 役
- ○○ステップ（11月4日、中野あくとれ） - ダンス講師 役（ゲスト出演）
- ぼくのほんとうの話（11月3日 - 10日、オメガ東京） - けいと 役

2020年
- BattleButler -Another-（2月26日 - 3月1日、六行会ホール） - 犬童あかり 役
- danke!! -猿に絵馬-（9月19日、宮益坂十間スタジオ A スタジオ） - 蜂須賀 役
- 遊戯唄 -はないちもんめ-（12月23日 - 27日、上野ストアハウス）

2021年
- 明日こそ月は綺麗でしょうね。（4月21日 - 25日、日暮里d-倉庫）　※十五夜チームに出演
- ハナコトバ Vol.1(6月11日 - 13日、赤坂チャンスシアター)
- CHANGE(8月13日 - 15日、萬劇場)※日本書紀チームに出演
- 山田家交響曲「通夜」第二楽章(10月27日 - 31日、池袋シアターKASSAI)
- 春征くキネマ、桜舞う(12月17日 - 19日、池袋BIG TREE THEATER)

2022年
- among the boX -Time during a day...-(10月1日 - 10月9日、池袋GEKIBA)※10月2日のみ出演

2023年
- danke『舞台「断罪室」』(3月15日 - 3月19日、アルネ543)
- danke『長月之遊戯唄』(9月23日 - 9月24日、新生館スタジオ)
- 物語研究所「百鬼夜行プロメッサ」(10月13日 - 10月15日、浅草九劇)
- danke『師走之遊戯唄』(12月2日 -3日、新生館スタジオ)

2024年
- danke『睦月之遊戯唄』(1月27日 -28日、新生館シアター)
- Ad-Colors『サクラチリヌルヲ』(3月6日 - 10日、阿佐ヶ谷アルシェ)
- サヨナラワールド　イマーシブシリーズ「私はあなたの守護霊です」(3月24日、東京おかっぱちゃんハウス)
- danke『遊戯唄-とおりゃんせ-』(4月3日 - 7日、上野ストアハウス)
- 喜劇の国アリス(7月30日、絵本の国のアリス)
- danke『※これはノンフィクションです』(8月31日 - 9月1日、新生館スタジオ)
- Ad-Colors「Magic Squib」(9月12日 - 15日、シアターシャイン)
- ヅカ★ガール「ヴァルハラ・ワルツ 」(12月4日 - 8日、シアターグリーンBIG TREE) - 氷チーム ヘラー 役

2025年
- danke 17th produce stage ｢地獄ノ一丁目｣（6月4日 - 18日、萬劇場） - スズラン 役

#### 朗読劇
- 朗読劇公演『夏の海で逢いましょう』（2013年9月28日・29日、兎亭）[5]
- Short Story Girls #11 ローズ・ブレス・アクアリウム（2018年1月31日、目黒鹿鳴館）
- 朗読劇『あっくんとカノジョ〜松尾真砂の日常〜』（2018年10月25日 - 26日、科学技術館 サイエンスホール） - 片桐のん 役
- 朗読歌謡劇『転生アイドル・謙信』（2018年11月9日 - 11日、赤坂CHANCEシアター） - 宇佐美定満、卑弥呼 役
- 命の唱（2020年9月3日 - 6日、Performing Gallery & Cafe 絵空箱）　※チーム海に出演
- 朗読劇「あの星に願いを」（2020年11月25日 - 29日、六行会ホール）
- 第二回勢いありすぎーず朗読劇マイノリティ・アソート(2022年6月5日、GOTANDA G+)
- 第四回勢いありすぎーず朗読劇(2023年10月20日 - 10月22日、新宿シアターモリエール)
- cafe Neo:ROID 2nd Season -North Journey-「ナントカとグレーテル」(2024年2月24日 -25日、阿佐ヶ谷アートスペースプロット)
- クイーンバイオレット・ゲーム(2024年6月6日 - 9日、劇場MOMO)
- すーぱーかみしばい５(2024年10月24日　- 27日、新宿シアターブラッツ)
- クイーンバイオレット・ゲーム(2025年1月24日 - 26日、萬劇場)

### イベント
- 倉口桃バースデーイベント〜倉口桃のこれまでのあらすじ！〜（2018年2月12日、Reading Cafe ピカイチ） - 1部ゲスト、2部MC
- アイガク2018夏（2018年6月1日・2日・3日、サイノアナ）
- クキスマス2018 夜の部（2018年12月16日）
- あづみーまんなかBirthday（2019年2月9日） - 3部ゲスト
- メロディラビリンス第16回公演【異世界喫茶エルフェンヴァルトからの脱出】（2019年8月17日・18日）
- ほんとうにあったもが誕-桃ちゃん誘ってみた-（2019年12月19日）
- アニソンパーク・week(2022年12月4日)
- 百鬼夜行プロメッサ　アフターイベント(2023年11月3日、Funshare 浅草橋・秋葉原)
- ＠おどろく声優パークVol.5(2023年11月12日、BECKアキバ)
- あづもが撮影会(2024年8月10日)
- あづこのみ湯(2024年8月17日 - 18日)
- School STAGE vol.2 ~どうして３時間目はお腹が空くの？~(2024年11月24日)

### その他
- メディアミックスプロジェクト『AGC38』（外池美穂）
- プロジェクト「Sister」（2019年、白のアクマ）

## ディスコグラフィ

### キャラクターソング
| 発売日  | 商品名              | 歌                                                             | 楽曲                    | 備考                                  |
| 2011年  | 2011年              | 2011年                                                         | 2011年                  | 2011年                                |
| ------- | ------------------- | -------------------------------------------------------------- | ----------------------- | ------------------------------------- |
| 7月15日 | それって♥だからね！ | AGC38                                                          | 「それって♥だからね！」 | メディアミックス『AGC38』テーマソング |
| 2013年  |                     |                                                                |                         |                                       |
| 7月15日 | Code:C              | 小糸咲（笠井瑠美）、白柳結衣（佐々梨花）、外池美穂（鈴木美優） | 「Good Morning」        | メディアミックス『AGC38』関連曲       |

### 歌手参加楽曲
| 発売日  | 商品名 | 歌                               | 楽曲         | 備考                                         |
| 2011年  | 2011年 | 2011年                           | 2011年       | 2011年                                       |
| ------- | ------ | -------------------------------- | ------------ | -------------------------------------------- |
| 2月23日 | -      | 鈴木美優、林寛子、オムウンギョン | 「FLY」      | アクティブサウンドドラマ『なかたま』主題歌   |
| 2019年  |        |                                  |              |                                              |
| 12月    | -      | 最上みゆう                       | 「死語の愛」 | ウェブドラマ『死語女ちゃんイエーイ!!』主題歌 |